# Євпаторія (аеродром)
Аеродро́м «Євпаторія» — аеродром в Україні, розташований поряд з містом Євпаторія. Підпорядковується державному підприємству — Євпаторійський авіаційний ремонтний завод. На базі існуючого аеродрому передбачалося створення повноцінного пасажирського аеропорту, ініціаторами проєкту виступали Євпаторійський авіаційний ремонтний завод та Євпаторійська міська рада.